# 築地魚市場
築地魚市場株式会社（つきじうおいちば、英: TSUKIJI UOICHIBA COMPANY,LIMITED）は、水産物の卸売を行う企業。東京証券取引所スタンダード市場に上場している。

## 組織概要・事業
- 営業本部 - 中核事業である市場卸売業務を行う。また量販店への卸売サポートも行っている。
  - マグロ部 - 市場のセリで扱う鮮マグログループ・冷マグログループ、船ごとに集荷する市場外販売グループにより構成される。
  - 鮮魚部 - 各種鮮魚を扱う。
  - 特種活魚部 - 主に飲食店向け高級食材を扱う。
  - 塩冷部 - マグロ以外の冷凍魚や、魚卵などを扱う。
  - 加工品部 - 干物や珍味類練製品を扱う。
  - 販売促進室 - 量販店等販売先への販売サポート
- 冷凍事業本部 - 豊洲市場6街区の水産仲卸売場棟に隣接する一角に5階建ての「冷蔵庫棟（通称：東市冷蔵庫棟）」を設置[2]。超低温を含む4つの温度帯を持ち2万1,480トンの総収容能力を持つ[3]。
- 管理本部
  - 業務部 - 仕切業務・仕切り金の支払い・売掛金回収業務
  - 経理部 - 決算・情報システム管理業務
  - 総務部 - 総務に関する一般事項・採用に関する事項
- 八王子支社 - 八王子市地方卸売市場における水産物卸売業務、および府中市の大東京卸売綜合センター内の水産物卸売業務を取り行っている

## 沿革
- 1936年（昭和11年） - 築地市場における単一の卸売会社として、東京魚市場株式会社設立。現在の略称の「東市」は当時の社名によるもの。
- 1948年（昭和23年）3月9日 - 東京魚市場株式会社を分割、築地魚市場株式会社のほか東都水産など同業数社が設立される。
- 1953年（昭和28年）6月 - 東京魚類株式会社の営業権を譲受。
- 1954年（昭和29年）デパート、スーパー向け出店販売の築地食品株式会社を設立。
- 1961年（昭和36年）3月 - 共同水産株式会社を買収。
- 1962年（昭和37年） - 築地市場内に冷蔵保管業務を目的として建設の冷凍工場（収容能力4,362トン）が竣工。
- 1963年9月 - 東証2部上場。
- 同年 - 八戸市で冷蔵倉庫業及び水産買付加工販売を行う八戸東市冷蔵株式会社設立。
- 1972年 - 冷蔵保管業務を行う豊海東市冷蔵株式会社設立。
- 1989年4月 - 東市グループの「八王子魚市場株式会社」が府中市の府中魚市場株式会社の営業権を買収。
- 2008年1月 - 中国上海に、中国向け水産物の販売を目的として東市築地水産貿易（上海）有限公司を設立。
- 2013年（平成25年）関連会社の「八王子魚市場株式会社」の事業を統合して築地魚市場株式会社八王子支社として設立。
- 2018年（平成30年）10月 - 築地市場の豊洲移転に伴い本社および市場内の全設備を移転。
- 2022年（令和4年）2万3530匹(約1376トン)のメバチマグロの(原)産地偽装が発覚。

## テレビ番組
- 日経スペシャル カンブリア宮殿 「世界の築地は、永遠に不滅だ！」（2007年8月20日、テレビ東京）- 出演：築地魚市場 鈴木敬一[4]。